# Étienne de La Garde
Étienne de La Garde en portugais Estêvão de la Garde  ( ? - † 19 mai 1361) fut légat du pape et archevêque d’Arles (1351-1361). Il a été créé cardinal par Clément VI en 1350.

## Biographie
Étienne de La Garde est issu de la lignée des seigneurs de Saignes, en Quercy ou près de Tulle, suivant Baluze. Il est parent de Gérard de La Garde, du pape Clément VI et l’oncle de son successeur Guillaume de la Garde.
Clément VI en fait son légat en Lombardie, dans la Romagne et dans le royaume de Naples. Étienne de La Garde est nommé le 22 décembre 1344 à l'évêché de Lisbonne, mais il ne se rend jamais dans son diocèse avant de permuter en 1348  avec Thibaud de Castillon son siège épiscopal contre l'évêché de Saintes. Il est ensuite  promu à l’archevêché d’Arles en 1351, qui  recouvre le droit de faire battre monnaie dans la principauté de Mondragon. Il lance des excommunications contre les habitants de Salon qui avaient jeté son grand vicaire dans un four ardent. Il meurt le 19 mai 1361, mais cette date est sujette à caution,. Il est inhumé dans l'église Saint-Trophime d'Arles.

## Armoiries
Ses armes sont "Ecartelé au 1er et 4e, d'argent à la croix potencée cantonnée de quatre croisettes d'or (qui est de Jérusalem); au 2e et 3e, d'azur au pal d'or accosté de six étoiles du même à une bande de gueules."